# سوسای
سوسای (به لاتین: Susay) یک منطقه مسکونی در جمهوری آذربایجان است که در شهرستان قوبا واقع شده است. سوسای ۷۰۱ نفر جمعیت دارد.